# Darryl Wills

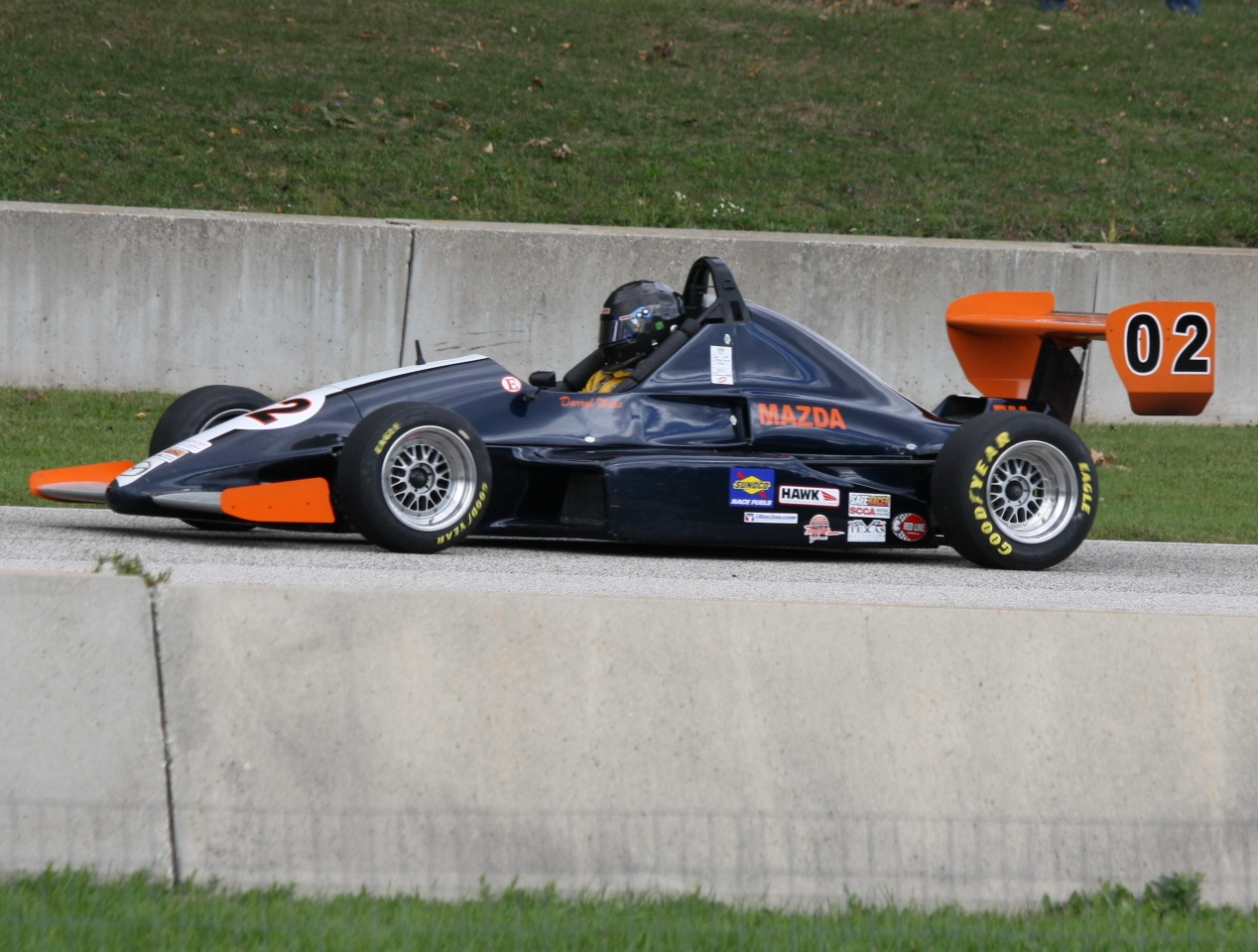
Wills beim Runoff der nationalen Formel-Mazda-Meisterschaft, das er gewann

Darryl Wills (* 19. August 1961 in Alvin, Texas) ist ein US-amerikanischer Automobilrennfahrer.

## Karriere
Wills begann seine Motorsportkarriere 2004 im Sprint-Car-Sport, wo überwiegend auf unbefestigten Rennstrecken gefahren wird. Er startete zunächst in regionalen Sprint-Car-Serien und nahm 2011 an der US-amerikanischen Sprint-Car-Serie teil. Darüber hinaus nahm Wills von 2009 bis 2012 an Einzelveranstaltungen der Formel Mazda teil. Dabei gewann er 2010 das Runoff der nationalen Formel-Mazda-Meisterschaft. Er absolvierte seine Formelsportrennen für Hillenburg Motorsports.
2012 stieg Hillenburg Motorsports in die Indy Lights ein und verpflichtete Wills als Fahrer. Nach drei Rennen zogen sich Hillenburg und Wills aus der Serie zurück. In der Gesamtwertung wurde er 16.

## Karrierestationen
- 2004–2011: Sprint Car
- 2009–2012: Formel Mazda
- 2012: Indy Lights (Platz 16)